# 1992年夏季残疾人奥林匹克运动会奥地利代表团
1992年夏季残疾人奥林匹克运动会奥地利代表团是奥地利派出的1992年夏季残疾人奥林匹克运动会代表团。获得5枚金牌、4枚银牌和13枚铜牌。